# Глуговський Михайло Васильович
Михайло Васильович Глуговський (нар. 18 серпня 1955, с. Березівка Новоушицького району, Хмельницька обл.)  — український військовик, генерал-майор, заступник голови Служби безпеки України.

## Життєпис
Має вищу технічну освіту, яку здобув у 1983 році в Одеському інженерно-будівельному інституті.
У 1996 та 1998 роках закінчив спеціальні курси в Національній академії СБ України.
Розпочав службу в лавах органів безпеки з посади оперуповноваженого регіонального підрозділу в Чернівецькій області. З 2001 року обіймав керівні посади в обласних управліннях по лінії боротьби з корупцією та організованою злочинністю. Зокрема, у 2008-2009 рр. згаданий, як заступник начальника УСБУ в Чернівецькій області.
Указом Президента України Віктора Ющенка 16 січня 2010 року було постановлено присвоїти військове звання генерал-майора полковнику Глуговському Михайлу Васильовичу, на той час заступнику начальника Головного управління по боротьбі з корупцією та організованою злочинністю Служби безпеки України.
У липні 2014 року очолив Головне управління СБ України у м. Києві та Київській області.
Указом Президента України № 612 від 31.10.2015 року призначений на посаду заступника Голови СБ України.
Глуговський має державні нагороди: медаль «За військову службу Україні» та орден Богдана Хмельницького ІІІ ступеня.

## Військові звання
- полковник
- генерал-майор  (25 березня 2015 року)

Одружений, має доньку.

## Зовнішні посилання
- Указ Президента України №245/2017 «Про присвоєння військових звань» [Архівовано 2 жовтня 2017 у Wayback Machine.]